# Wiaźma-Nowotorżskaja
Wiaźma-Nowotorżskaja (ros. Вязьма-Новоторжская) – stacja kolejowa w miejscowości Wiaźma, w rejonie wiaziemskim, w obwodzie smoleńskim, w Rosji. Położona jest na linii Rżew – Wiaźma.